# Macroteleia renatae
Macroteleia renatae är en stekelart som beskrevs av Szabó och Oehlke 1986. Macroteleia renatae ingår i släktet Macroteleia och familjen Scelionidae. Inga underarter finns listade i Catalogue of Life.